# Obra literária

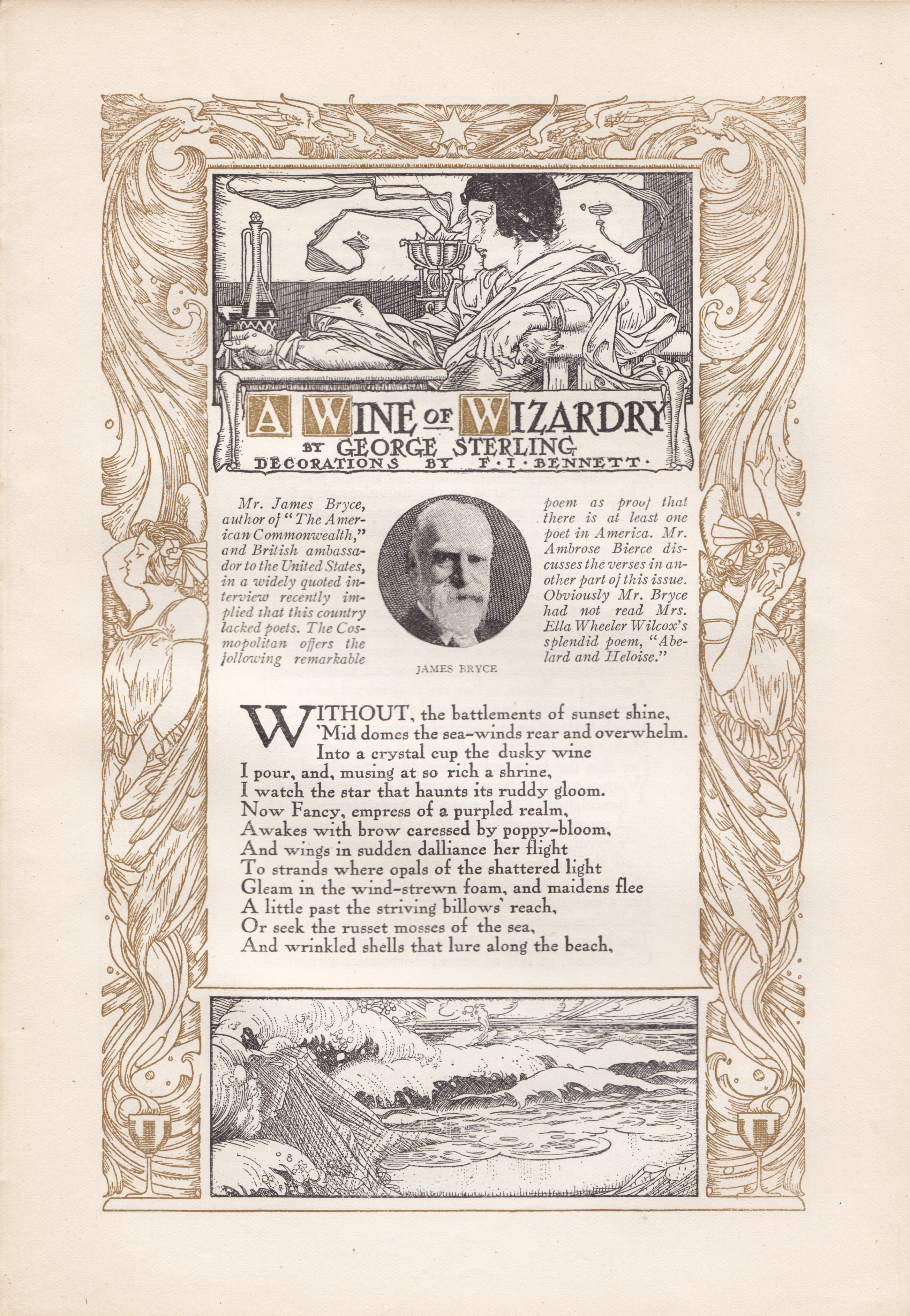
Primeira página de "A Wine of Wizardry", de George Sterling, na edição de setembro de 1907 da revista Cosmopolitan

Uma obra literária é um termo genérico para obras literárias, ou seja, textos como livros de ficção e não ficção, ensaios e roteiros de cinema. 
Na filosofia da arte e no campo da estética, há algum debate sobre o que isso significa, precisamente.
O que uma obra literária pode abranger poemas, romances, dramas, contos, sagas, lendas e sátiras, mas em uma definição é considerada como excluindo a escrita orientada a fatos. Em extensão, uma obra literária pode variar de poemas curtos a romances de trilogia, e em tom, de versos cômicos a tragédias.

## Etimologia
A primeira questão é restringir a "literatura". Muitos, desde Jean Paul Sartre até Hazard Adams e Laurence Lerner, escreveram extensivamente sobre o assunto, sendo ele o foco de ensaios e capítulos inteiros.
Em termos simples, uma obra literária diferencia-se, por exemplo, de uma obra filosófica ou de uma obra científica, embora haja muita sobreposição entre o filosófico e o literário. E há um amplo consenso básico entre os filósofos e críticos da arte moderna de que "literatura" não abrange significados mais antigos da palavra, que são considerados obsoletos. A palavra simples teve vários significados ao longo dos séculos, significando tanto alfabetização quanto erudição literária, como "um homem de muita literatura", significando alguém que é bem lido ou que tem muito conhecimento de livros.
Mas Peter Lamarque observa que há mais definições do que isso, sendo o entendimento popular geral que existe um contraste entre o literário e o cotidiano que torna certas obras "obras literárias" e outras não, na medida em que o literário é "mais ornamentado, estruturado ou autoconsciente". No entanto, Lamarque nota um problema com esta definição populista, na medida em que exclui grande parte da literatura moderna que é totalmente desprovida de ornamentação e, no entanto, inclui obras que simplesmente incluem formas retóricas em algum lugar. A linguagem ornamentada não é, por si só, condição suficiente para que algo se qualifique como obra literária.
Lamarque observa que a ideia, a partir do século XIX, tem sido a de que a literatura das obras literárias abrange “obras da imaginação”, embora um subconjunto delas e não todas. Os editores não estendem o manto da literatura à ficção popular, ao drama ou ao verso leve; e distinguem as obras literárias de ficção, como gênero, da ficção científica, da ficção policial, da ficção de terror, da ficção de fantasia, da ficção de guerra e da ficção de terror.
Casos verdadeiramente problemáticos são exemplificados pelo poema FC Nürnberg de Peter Handke, que compreende uma lista de nomes de jogadores de futebol, sem qualquer retórica, ornamentação ou mesmo narrativa; o que torna difícil categorizá-lo como uma obra literária; e, inversamente, a Bíblia, que contém muitos fatores literários, mas que não é convencionalmente considerada uma obra literária.
Terry Eagleton argumenta que a categoria é em grande parte circular: uma obra é literária porque está sujeita à crítica literária, e a crítica literária abrange apenas obras literárias. Isto coincide aproximadamente com a posição de Lamarque e Stein Haugon Olsen, segundo a qual uma obra literária se torna uma obra literária quando uma instituição literária assume uma posição literária em relação a ela, e uma instituição literária, por sua vez, é uma "prática governada por regras" cujas regras determinam o que é uma posição literária e como as obras literárias são tratadas esteticamente. Lamarque afirma que as obras literárias “não são ‘espécies naturais’, mas entidades institucionais determinadas por normas sociais”.
John Martin Ellis observou na década de 1970 que "tornou-se bastante comum para críticos e teóricos levantarem a questão, apenas para continuarem e afirmarem que todos sabemos o que queremos dizer com literatura, mesmo que não possamos defini-la". John Searle também concluiu na década de 1970 que "não há nenhum traço ou conjunto de traços que todas as obras literárias tenham em comum e que possam constituir as condições necessárias e suficientes para ser uma obra literária".

## O que constitui uma "obra"
Normalmente, uma obra literária envolve um texto, embora as opiniões variem sobre exatamente como; e alguns argumentam que as obras literárias não são necessariamente textuais, pois também podem abranger literatura oral.
Uma visão pós-moderna é que uma obra literária é redutivelmente um texto; uma "mera sequência de frases". O formalismo de Lamarque desta visão é que um texto é "um conjunto ordenado de tipos de frases individualizados pelo menos em parte por propriedades semânticas e sintáticas". Stefán Snævarr explica que esta visão é, na sua forma mais reducionista, independente de o texto ser ficção ou factual: a semântica das frases é irrelevante. “Anna Karenina”, diz ele, “não deixaria de ser uma narrativa literária ficcional, mesmo que por acaso cada frase do romance fosse verdadeira”.
No entanto, Lamarque e outros argumentam que isso é insuficiente, pois remove o autor da imagem, e o autor, em particular a intenção do autor, é importante para compreender a obra. O contexto importa, por outras palavras. Uma obra literária não é apenas uma abstração, uma sequência de palavras, mas uma declaração feita por um autor cujas circunstâncias históricas e outras são vitais para a sua compreensão. A visão lamarquiana completa faz uma distinção entre a incorporação física de uma obra (por exemplo, uma cópia física real de um livro), o texto, a obra e sua interpretação.
Thomas Leddy discorda do dualismo texto-obra, chamando-o de mito do texto. Na opinião de Leddy, existe uma classe de objetos físicos que são cópias da obra, não necessariamente cópias exatas, mas cópias fiéis da obra original, geralmente o manuscrito original do autor; com traduções, resumos, coleções de fragmentos de manuscritos originais perdidos e coleções de manuscritos intimamente relacionados derivados de um original perdido, todos sendo variações desta classe. Em 2016, Leddy desenvolveu sua postura para argumentar que "agora acho que os textos são ontologicamente míticos. Nunca vi tais coisas e nem tenho certeza de como seriam".
Leddy categoriza esta discordância com Lamarque como uma questão de como se define a relação de equivalência entre duas coisas que são a mesma obra literária. A visão lamarquiana assenta na ideia de que dois textos são idênticos "se tiverem as mesmas propriedades semânticas e sintácticas, estiverem na mesma língua e consistirem nos mesmos tipos de palavras e tipos de frases ordenados da mesma forma". Peter Swirski chama esta simples equivalência estrutural de localismo, na crítica artística em geral, e de textualismo especificamente para a crítica literária, e aponta para "A Falácia Intencional" de Monroe C. Beardsley, de 1946, como uma das suas maiores influências (bem como uma fundação para a Nova Crítica).
A visão de Leddy é que duas obras literárias podem ser textualmente idênticas, palavra por palavra, e ainda assim serem obras literárias diferentes se forem "escritas por pessoas diferentes em dois momentos diferentes sem que uma tenha conhecimento da outra"; a identidade textual sendo uma simples coincidência. Este é um ponto que Lamarque também apoia, mas argumenta que a diferenciação vem da apreciação do contexto autoral e histórico, que é externo à noção de texto. A partir disto, Leddy argumenta que toda a noção de texto é supérflua, pois tudo o que pode ser dito sobre textos também pode ser dito sobre obras. Swirski observa que a desconstrução não acabou com o textualismo, com os críticos textualistas posteriores fazendo declarações autocontraditórias sobre a apreciação de "textos literários", quando toda a ideia reducionista de um texto é que ele não tem atributos de influência, gênero ou originalidade, que os textualistas consideram aplicáveis à obra e não ao texto.
Um dos problemas de Leddy com a visão lamarquiana é o próprio reconhecimento de Lamarque de um problema identificado por Beardsley: um poema de 1744 (citado à direita) onde as palavras do poema por si só permitem, quando reduzido a um texto, que a palavra "plástico" seja lida, anacronicamente, como uma referência ao plástico moderno, embora isso seja um absurdo que não pode corresponder a nenhuma possível intenção autoral do século XVIII. Leddy argumenta que dispensar a ideia de um dualismo entre trabalho e texto elimina completamente este problema. “Na verdade, não há texto algum”, afirma. As obras literárias (e na verdade outras obras de arte) são, na sua opinião, objectos físicos, não derivados de abstracções como os textos. Um livro, seu texto e a obra literária são apenas três maneiras de referenciar uma coisa, de acordo com a necessidade.